# Sihathor
Sihator fou un faraó de la dinastia XIII d'Egipte. El seu nom de tron (Nesut-Biti) fou Menwadjare i el seu nom personal (Sa Ra) fou Sihator. Era fill d'Haankhef i de Kemi. El seu regnat, que no es pot llegir bé al Papir de Torí, fou segurament de menys d'un any.